# 에탈 코호몰로지
대수기하학에서 에타일 코호몰로지(영어: étale cohomology)는 대수 다양체 또는 스킴 위에서 정의되는 코호몰로지이다.
스킴의 에탈 코호몰로지 군은 베유 추측을 증명하기 위해 그로텐디크에 의해 도입된 위상 공간의 유한 계수를 갖는 일반적인 코호몰로지 군의 대수적 유사체이다. 스킴의 경우, 자리스키 위상을 사용하면 표준적인 코호몰로지 이론(특이 코호몰로지, 체흐 코호몰로지)들은 잘 작동하지 않는데, 에탈 코호몰로지는 에탈 위상을 사용하여 이러한 단점들을 보완한다. 에탈 코호몰로지 이론은 대수 기하학에서 베유 코호몰로지 이론의 예인 ℓ-adic 코호몰로지를 구성하는 데 사용될 수 있다. 이것은 베유 추측의 증명 및 리 유형의 유한 군 표현 구성과 같은 많은 응용을 가지고 있다.

## 역사
에탈 코호몰로지는 Alexander Grothendieck (1960) 에 의해 소개되었다. 장피에르 세르의 몇 가지 제안을 사용하여 베유 추측을 증명하기 위해 베유 코호몰로지 이론을 구성하려는 시도에 동기가 부여되었다. 기초는 그로텐디크이 마이클 아틴과 함께 작업한 직후에 이루어졌으며 (Artin 1962) 및 SGA 4로 출판되었다. 그로텐디크은 베유 추측의 일부를 증명하기 위해 에탈 코호몰로지를 사용했다(버나드 드워크는 이미 1960년에 p-adic 방법을 사용하여 추측의 유리성 부분을 증명했다). 나머지 추측인 리만 가설의 아날로그는 ℓ-adic 코호몰로지를 사용하여 피에르 들리뉴에 의해 증명되었다. (1974)
고전 이론과의 추가적 접점은 브라우어 군의 그로텐디크 버전에서 발견되었다. 이것은 유리 마닌에 의해 디오판틴 기하학에 간단히 적용되었다. 일반 이론의 부담과 성공은 확실히 이 모든 정보를 통합하고 이러한 맥락에서 푸앵카레 쌍대성과 립셰츠 고정점 정리와 같은 일반적인 결과를 증명하는 것이었다.
그로텐디크는 원래 그로텐디크 토포스 및 그로텐디크 전체와 같은 개념을 사용하여 아주 일반적인 조건에서 에탈 코호몰로지를 정의했다. 그러나 이 체계의 대부분은 에탈 이론의 실제 적용에 불필요한 것으로 판명되었고 Deligne (1977)가 에탈 코호몰로지 이론을 단순화하여 설명했다. 그로텐디크의 이러한 전체(ZF 집합론에서 그 존재가 증명될 수 없음)의 사용은 에탈 코호몰로지와 그 적용(예: 페르마의 마지막 정리의 증명)이 ZFC 이외의 공리를 필요로 한다는 일부 추측을 이끌어 냈다. 그러나 실제로 에탈 코호몰로지는 주로 정수에 대한 유한 유형의 구성표에 대한 구성 가능한 층의 경우에 사용되며, 이것은 집합 이론의 깊은 공리를 필요로 하지 않는다. ZFC 공리계뿐만 아니라 훨씬 약한 공리계에서도 정의 할 수 있다.
에탈 코호몰로지는 다른 응용을 빠르게 찾았다. 예를 들어 들리뉴와 George Lusztig는 리 유형의 유한 군 표현을 구성하는 데 사용했다. Deigne–Lusztig 이론 참조.

## 동기
복소 대수 다형체의 경우, 기본 군, 코호몰로지 군과 같은 대수적 위상 수학의 불변량은 아주 유용하다. 그래서 유한 체와 같은 다른 체에 대한 다형체에 대해서도 이들과 비슷한 호모토피와 호몰로지 이론을 얻고 싶다. (이에 대한 한 가지 이유는 베유이 이러한 코호몰로지 이론을 사용하여 베유 추측을 증명할 수 있다고 제안했기 때문이다.) 연접층의 코호몰로지의 경우, 세르는 대수 다형체의 자리스키 위상을 사용하는 것만으로도 만족스러운 이론을 얻을 수 있음을 보여주었고, 복소 다형체의 경우 이것은 훨씬 더 세밀한 복소 위상으로서 동일한 (연접층) 코호몰로지 군을 제공한다. 그러나 정수 층과 같은 상수층의 경우에는 정의되지 않는다. 자리스키 위상을 사용하여 정의된 코호몰로지 군은 별 의미가 없다. 예를 들어, 베유는 위상 공간의 일반적인 특이 코호몰로지와 비슷한 유용성을 가진 유한 체의 다형체에 대한 코호몰로지 이론을 구상했지만 실제로는 기약 다형체의 모든 상수층에는 자명한 코호몰로지를 가진다(모든 고차 코호몰로지 군은 사라짐).
여기서 자리스키 위상이 부족한 이유는 너무 거칠기 때문이다. 즉, 열린 집합이 너무 적다. 일반적인 대수 다형체에서 더 세밀한 위상 수학을 사용하여 이 문제를 해결할 수 있는 좋은 방법이 없는 것 같다. 그로텐디크의 핵심 통찰력은 더 일반적인 열린 집합이 대수적 다형체의 부분 집합이어야 하는 이유가 없다는 것을 깨닫는 것이었다. 층의 정의는 공간의 열린 부분 집합의 범주뿐만 아니라 모든 범주에 대해 완벽하게 잘 작동한다. 그는 공간의 열린 부분 집합 범주를 공간에 대한 에탈 사상 범주로 대체하여 에탈 코호몰로지를 정의했다. 대략적으로 말하면 이들은 공간의 유한한 분기되지 않은 덮개의 열린 부분 집합으로 생각할 수 있다. 이것은 (많은 작업 후) 일부 상수 계수에 대해, 특히 n이 기저 체의 표수와 서로소일 때  Z/nZ 계수에 대해 의미있는 코호몰로지 군을 얻을 수 있는 충분히 많은 열린 집합들을 제공하는 것으로 밝혀졌다.
이론의 몇 가지 기본 직관은 다음과 같다.
- 에탈 조건은 대수 기하학에서 참인 경우 음함수 정리를 적용할 수 있는 조건이다(그러나 그렇지 않다. 음함수인 대수 함수는 옛 문헌에서 algebroid라고 한다).
- 차원이 0과 1인 특정한 기본 예시가 있고, 계수들의 상수층이 있는 답을 예측할 수 있는 아벨 다형체의 경우(갈루아 코호몰로지 및 테이트 가군을 통해)가 있다.

## 정의
에탈 코호몰로지는 작은 에탈 위치의 층 코호몰로지이다. 즉, 아벨 군 값을 갖는, 작은 에탈 위치 {\displaystyle X_{\operatorname {{\acute {e}}t} }} 위의 에탈 층 {\displaystyle {\mathcal {F}}\colon X_{\operatorname {{\acute {e}}t} }^{\operatorname {op} }\to \operatorname {Ab} }의 에탈 코호몰로지 군 {\displaystyle H_{\operatorname {{\acute {e}}t} }^{i}(X,{\mathcal {F}})}는 단면 함자(영어: section functor)
{\displaystyle \Gamma \colon \operatorname {Sh} (X_{\operatorname {{\acute {e}}t} },\operatorname {Ab} )\to \operatorname {Ab} }
{\displaystyle \Gamma \colon {\mathcal {F}}\mapsto {\mathcal {F}}(\operatorname {id} _{X})}
의 {\displaystyle i}번째 오른쪽 유도 함자이다.
{\displaystyle \operatorname {H} _{\operatorname {{\acute {e}}t} }^{i}(X,{\mathcal {F}})=R^{i}\Gamma ({\mathcal {F}})}
특히,
{\displaystyle \operatorname {H} _{\operatorname {{\acute {e}}t} }^{0}=\Gamma }
이다.
스킴 {\displaystyle X} 및 아벨 군 {\displaystyle G}가 주어졌을 때, {\displaystyle X}의 {\displaystyle G} 계수를 갖는 에탈 코호몰로지 군 {\displaystyle H_{\operatorname {{\acute {e}}t} }^{i}(X,G)}는 상수층 {\displaystyle {\underline {G}}}의 에탈 코호몰로지 군 {\displaystyle H_{\operatorname {{\acute {e}}t} }^{i}(X;{\underline {G}})}이다. (다만, {\displaystyle G=\mathbb {Z} _{\ell }}일 때, 통상적으로 {\displaystyle H^{i}(X;\mathbb {Z} _{\ell })}은 {\displaystyle H_{\operatorname {{\acute {e}}t} }^{i}(X;{\underline {\mathbb {Z} _{\ell }}})}과 다른, L진 코호몰로지를 나타낸다.)
작은 에탈 코호몰로지 대신에, 큰 에탈 위치 위의 층 코호몰로지인 큰 에탈 코호몰로지를 생각할 수도 있다. 그러나 작은 에탈 층 {\displaystyle {\mathcal {F}}\colon (\operatorname {{\acute {E}}t} /X)^{\operatorname {op} }\to \operatorname {Ab} }의 코호몰로지를 큰 에탈 위치에서 계산할 경우, 이는 작은 에탈 위치에서 계산한 코호몰로지와 일치하며, 반대로 큰 에탈 층의 코호몰로지를 작은 에탈 위치에서 계산하여도 서로 일치한다.:110, Proposition III.3.1(c); 111, Remark III.3.2(a) 즉, 코호몰로지를 계산하려면 편리한 대로 작은 위치나 큰 위치를 사용할 수 있으며, 보통 작은 에탈 위치가 더 다루기 편리하므로 작은 에탈 위치를 사용한다.

### L진 코호몰로지
위와 같이, 작은 에탈 위치에서 층 코호몰로지를 정의하면 유한체 계수의 코호몰로지를 얻을 수 있다. 그러나 정수 계수의 층 코호몰로지는 자명하며, 위상수학적으로 유용한 정보를 제공하지 못한다. 대신 각 유한체 계수의 코호몰로지들을 짜깁기하여 정수 계수 위상수학적 코호몰로지를 근사할 수 있는데, 이를 L진 코호몰로지(영어: L-adic cohomology)라고 한다.
소수 {\displaystyle \ell }에 대하여, 대수다양체 {\displaystyle V}의 {\displaystyle \ell }진 코호몰로지 군 {\displaystyle H^{i}(V;\mathbb {Z} _{\ell })}은 다음과 같은 역극한이다.
{\displaystyle H^{i}(V;\mathbb {Z} _{\ell })=\varprojlim _{n\to \infty }H_{\operatorname {{\acute {e}}t} }^{i}(V;\mathbb {Z} /(\ell ^{n}))}
좌변에서 {\displaystyle \mathbb {Z} _{\ell }}은 L진 정수환 {\displaystyle \mathbb {Z} _{\ell }=\varprojlim _{n\to \infty }\mathbb {Z} /(\ell ^{n})}를 상징한다. (물론, 이는 우변에 등장하지 않는다.)
L진 코호몰로지는 (이름과 달리) L진 정수 {\displaystyle \mathbb {Z} _{\ell }}의 상수층 계수의 에탈 위치 층 코호몰로지 {\displaystyle \operatorname {H} _{\operatorname {{\acute {e}}t} }(X;{\underline {\mathbb {Z} _{\ell }}})}와 일반적으로 다르다. 즉, 역극한은 층 코호몰로지와 가환하지 않는다.
L진 코호몰로지는 유한체에 대한 대수다양체에 대하여 널리 사용된다. 이 경우, {\displaystyle \ell }은 유한체의 표수 {\displaystyle p}와 다른 소수이다.

## 성질

### 특이 코호몰로지와의 관계
{\displaystyle X}가 비특이 복소수 대수다양체이고, {\displaystyle X^{\operatorname {an} }}이 대응하는 복소다양체라고 하자. 그렇다면, 유한체 {\displaystyle \mathbb {F} _{p}} 계수의 에탈 코호몰로지는 특이 코호몰로지와 일치한다.
{\displaystyle \operatorname {H} _{\operatorname {{\acute {e}}t} }^{\bullet }(X;\mathbb {F} _{p})\cong \operatorname {H} ^{\bullet }(X^{\operatorname {an} };\mathbb {F} _{p})}
마찬가지로, {\displaystyle p}진 코호몰로지는 p진 정수 {\displaystyle \mathbb {Z} _{p}} 계수의 특이 코호몰로지와 일치한다.
{\displaystyle \operatorname {H} _{\operatorname {{\acute {e}}t} }^{\bullet }(X;\mathbb {Z} _{p})\cong \operatorname {H} ^{\bullet }(X^{\operatorname {an} };\mathbb {Z} _{p})}
하지만 정수 계수의 에탈 코호몰로지는 일반적으로 특이 코호몰로지와 다르다.

### 갈루아 코호몰로지와의 관계
체 {\displaystyle K}에 대하여, 그 스펙트럼 {\displaystyle \operatorname {Spec} K}의 에탈 코호몰로지는 그 갈루아 코호몰로지와 일치한다.
{\displaystyle \operatorname {H} _{\operatorname {{\acute {e}}t} }^{\bullet }(\operatorname {Spec} K;\mathbb {Z} )\cong \operatorname {H} ^{\bullet }(\operatorname {Gal} (K^{\operatorname {sep} }/K))}
여기서 {\displaystyle \operatorname {Gal} (K^{\operatorname {sep} }/K)}는 {\displaystyle K}의 절대 갈루아 군이며, {\displaystyle K^{\operatorname {sep} }}는 {\displaystyle K}의 분해 가능 폐포이며, 우변의 {\displaystyle H^{\bullet }}는 군 코호몰로지이다.

## 대수 곡선에 대한 에탈 코호몰로지 군의 계산
다형체 에탈 코호몰로지 군을 계산하는 주요 초기 단계는 대수적으로 닫힌 체 k에서 매끄러운 완비 연결 대수 곡선 {\displaystyle X}에 대해 계산하는 것이다. 임의의 다형체의 에탈 코호몰로지 군은 올화의 스펙트럼 열과 같은 일반적인 대수적 위상 수학의 개념과 비슷한 방식으로 제어할 수 있다. 곡선의 경우 계산은 다음과 같이 여러 단계를 거친다 (Artin 1962). {\displaystyle \mathbb {G} _{m}}이 영이 아닌 함수의 층이라 하자.

### H1(X, Gm)의 계산
에탈 층의 완전열
{\displaystyle 1\to \mathbb {G} _{m}\to j_{*}\mathbb {G} _{m,K}\to \bigoplus _{x\in |X|}i_{x*}\mathbb {Z} \to 1}
은 코호몰로지 군의 긴 완전열을 제공한다.
{\displaystyle {\begin{aligned}0&\to H^{0}(\mathbb {G} _{m})\to H^{0}(j_{*}\mathbb {G} _{m,K})\to \bigoplus \nolimits _{x\in |X|}H^{0}(i_{x*}\mathbb {Z} )\to \\&\to H^{1}(\mathbb {G} _{m})\to H^{1}(j_{*}\mathbb {G} _{m,K})\to \bigoplus \nolimits _{x\in |X|}H^{1}(i_{x*}\mathbb {Z} )\to \\&\to \cdots \end{aligned}}}
여기서 {\displaystyle j}는 일반 점의 단사이고, {\displaystyle i_{x}}는 닫힌 점 {\displaystyle x}의 단사, {\displaystyle \mathbb {G} _{m,K}}는 {\displaystyle {\text{Spec}}K} (X의 일반 점)에 대한 층 {\displaystyle \mathbb {G} _{m}}, {\displaystyle \mathbb {Z} _{x}}는 {\displaystyle X}의 각 닫힌 점에서 {\displaystyle \mathbb {Z} }의 복사본이다. 군 {\displaystyle H^{i}(i_{x^{*}}\mathbb {Z} )}은 {\displaystyle i>0}이면 사라진다({\displaystyle i_{x^{*}}\mathbb {Z} }가 마천루 층이기 때문에) {\displaystyle i=0}인 경우 {\displaystyle \mathbb {Z} }이므로 합은 {\displaystyle X}의 약수 군이다. 또한, 첫 번째 코호몰로지 군 {\displaystyle H^{1}(X,j_{*}\mathbb {G} _{m,K})}는 갈루아 코호몰로지 군 {\displaystyle H^{1}(K,K^{*})}와 동형이다. 이는 힐베르트 정리 90에 의해 사라진다. 따라서 에탈 코호몰로지 군의 긴 완전열은 완전열
{\displaystyle K\to \operatorname {Div} (X)\to H^{1}(\mathbb {G} _{m})\to 1}
을 제공한다. 여기서 {\displaystyle \operatorname {Div} (X)}는 {\displaystyle X}의 약수 군이고 {\displaystyle K}는 함수체이다. 특히 {\displaystyle H^{1}(X,\mathbb {G} _{m})}은 피카르 군 {\displaystyle {\text{Pic}}(X)}이다(그리고 {\displaystyle \mathbb {G} _{m}}의 첫 번째 코호몰로지 군은 에탈 및 자리스키 위상에 대해 동일하다). 이 단계는 곡선뿐만 아니라 모든 차원의 다형체 {\displaystyle X}(점이 여차원 1인 부분 다형체로 대체됨)에 적용된다.

### Hi(X, Gm)의 계산
위의 동일한 긴 완전열은 {\displaystyle i\geq 2}이면 코호몰로지 군 {\displaystyle H^{i}(X,\mathbb {G} _{m})}는 갈루아 코호몰로지 군 {\displaystyle H^{i}(K,K^{*})}와 동형인 {\displaystyle H^{i}(X,j_{*}\mathbb {G} _{m,K})}와 동형이다. Tsen의 정리는 대수적으로 닫힌 체에 걸쳐 하나의 변수에서 함수 체 {\displaystyle K}의 브라우어 군이 사라진다는 것을 의미한다. 이것은 차례로 모든 갈루아 코호몰로지 군 {\displaystyle H^{i}(K,K^{*})}는{\displaystyle i\geq 1}에 대해 사라짐을 뜻한다. 따라서 모든 코호몰로지 군 {\displaystyle H^{i}(X,\mathbb {G} _{m})}는 {\displaystyle i\geq 2}인 경우 사라진다.

### Hi(X,μn)의 계산
{\displaystyle \mu _{n}}이 {\displaystyle n} 번째 단위 근의 층이고 {\displaystyle n}과 체 {\displaystyle k}의 표수가 서로소인 경우:
{\displaystyle H^{i}(X,\mu _{n})={\begin{cases}\mu _{n}(k)&i=0\\\operatorname {Pic} _{n}(X)&i=1\\\mathbb {Z} /n\mathbb {Z} &i=2\\0&i\geqslant 3\end{cases}}}
여기서 {\displaystyle {\text{Pic}}_{n}(X)}은 {\displaystyle {\text{Pic}}(X)}의 {\displaystyle n}-꼬임 점들의 군이다. 이것은 에탈 층의 쿠머 완전열{\displaystyle 1\to \mu _{n}\to \mathbb {G} _{m}\xrightarrow {(\cdot )^{n}} \mathbb {G} _{m}\to 1.}

의 긴 완전열을 사용하는 이전 결과에서 따른다.
{\displaystyle {\begin{aligned}0&\to H^{0}(X,\mu _{n})\to H^{0}(X,\mathbb {G} _{m})\to H^{0}(X,\mathbb {G} _{m})\to \\&\to H^{1}(X,\mu _{n})\to H^{1}(X,\mathbb {G} _{m})\to H^{1}(X,\mathbb {G} _{m})\to \\&\to H^{2}(X,\mu _{n})\to H^{2}(X,\mathbb {G} _{m})\to H^{2}(X,\mathbb {G} _{m})\to \\&\to \cdots \end{aligned}}}
알려진 값을 삽입
{\displaystyle H^{i}(X,\mathbb {G} _{m})={\begin{cases}k^{*}&i=0\\\operatorname {Pic} (X)&i=1\\0&i\geqslant 2\end{cases}}}
특히 다음 완전열을 얻는다.
{\displaystyle 1\to H^{1}(X,\mu _{n})\to \operatorname {Pic} (X)\xrightarrow {\times n} \operatorname {Pic} (X)\to H^{2}(X,\mu _{n})\to 1.}
{\displaystyle n}을 p로 나눌 수 있는 경우 이 인수는 단위의 p번째 거듭제곱근이 표수 p의 체에서 이상하게 동작하기 때문에 무너진다. 자리스키 위상에서 쿠머 열은 오른쪽에서 완전하지 않다. 사라지지 않는 함수는 일반적으로 자리스키 위상에 대해 국소적으로 {\displaystyle n} 번째 근을 가지지 않기 때문이다. 자리스키 위상은 필수적이다.

### Hi(X, Z/nZ)의 계산
단위의 {\displaystyle n} 번째 거듭제곱 원시근을 고정함으로써 우리는 군 {\displaystyle \mathbb {Z} /n\mathbb {Z} }를 {\displaystyle n} 번째 단위근의 군 {\displaystyle \mu _{n}}으로 식별할 수 있다. 에탈 군 {\displaystyle H^{i}(X,\mathbb {Z} /n\mathbb {Z} )}는 환 {\displaystyle \mathbb {Z} /n\mathbb {Z} } 위의 무료 가군이며 그 랭크는 다음과 같이 지정된다.
{\displaystyle \operatorname {rank} (H^{i}(X,\mathbb {Z} /n\mathbb {Z} ))={\begin{cases}1&i=0\\2g&i=1\\1&i=2\\0&i\geqslant 3\end{cases}}}
여기서 {\displaystyle g}는 곡선 {\displaystyle X}의 종수이다. 이것은 곡선의 피카르 군이 {\displaystyle g} 차원 아벨 다형체 야코비 다형체의 점이라는 사실을 사용하여 이전 결과에서 이어진다. {\displaystyle n}이 특성에 대해 서로소인 경우 {\displaystyle n}을 아벨 대수적으로 닫힌 체에 대한 다형체 차원 {\displaystyle g}는 {\displaystyle (\mathbb {Z} /n\mathbb {Z} )^{2g}}와 동형인 군을 형성한다. 에탈 군 {\displaystyle H^{i}(X,\mathbb {Z} /n\mathbb {Z} )}에 대한 이러한 값은 {\displaystyle X}가 복소 곡선일 때 해당 특이 코호몰로지 군과 동일하다.

### Hi(X, Z/pZ)의 계산
아틴-Schreier 열을 사용하여 유사한 방식으로 쿠머 열 대신 표수로 나눌 수 있는 상수 차수 계수를 갖는 에탈 코호몰로지 군을 계산할 수 있다.
{\displaystyle 0\to \mathbf {Z} /p\mathbf {Z} \to K\ \xrightarrow {{} \atop x\mapsto x^{p}-x} \ K\to 0}
({\displaystyle \mathbb {Z} /p^{n}\mathbb {Z} }의 계수에 대해 비트 벡터를 포함 하는 유사한 열이 있다.) 결과 코호몰로지 군은 일반적으로 표수 0에서 해당 군보다 랭크가 낮다.

## 에탈 코호몰로지 군의 예
- {\displaystyle X}가 절대 갈루아 군 {\displaystyle G}를 포함하는 체 {\displaystyle K}의 스펙트럼인 경우 {\displaystyle X}에 대한 에탈 층은 (profinite) 군 {\displaystyle G}에 의해 작용하는 연속 집합(또는 아벨 군)에 해당하고 층의 에탈 코호몰로지는 {\displaystyle G}의 군 코호몰로지, 즉 {\displaystyle K}의 갈루아 코호몰로지와 동일하다.
- {\displaystyle X}가 복소수인 경우 유한 계수를 갖는 에탈 코호몰로지는 유한 계수를 갖는 특이 코호몰로지와 동형이다.(이것은 정수 계수에는 적용되지 않는다.) 보다 일반적으로 구성 가능한 층에서 계수와의 코호몰로지는 동일하다.
- {\displaystyle F}가 연접층(또는 {\displaystyle \mathbb {G} _{m}})이면 {\displaystyle F}의 에탈 코호몰로지는 자리스키 위상으로 계산된 세르 연접층 코호몰로지와 동일하다(그리고 {\displaystyle X}가 복소 다형체인 경우 이것은 일반적인 복소 위상).
- 아벨 다형체와 곡선의 경우 ℓ-adic 코호몰로지의 기본적인 설명이 있다. 아벨 다형체의 경우 첫 번째 ℓ-adic 코호몰로지 군은 테이트 가군의 쌍대이며 더 높은 코호몰로지 군은 외적의 거듭제곱에 의해 제공된다. 곡선의 경우 첫 번째 코호몰로지 군은 야코비안의 첫 번째 코호몰로지 군이다. 이것은 베유가 이 두 가지 경우에서 베유 추측에 대한 더 기본적인 증명을 제공할 수 있었던 이유를 설명한다.

## 콤팩트 지지를 제공하는 푸앵카레 쌍대성과 코호몰로지
다형체 {\displaystyle X}를 콤팩트 지지하는 에탈 코호몰로지 군은 다음과 같이 정의된다.
{\displaystyle H_{c}^{q}(X,F)=H^{q}(Y,j_{!}F)}
여기서 {\displaystyle j}는 적절한 다형체 {\displaystyle Y}에 {\displaystyle X}를 열린 몰입한 것이고 {\displaystyle j_{!}}는 0에 의한 에탈 층 {\displaystyle F}에서 {\displaystyle Y}로의 확장이다. 이것은 몰입 {\displaystyle j}와 무관하다. {\displaystyle X}의 차원이 최대 n이고 {\displaystyle F}가 꼬임 층인 경우 이러한 콤팩트 지지 코호몰로지 군 {\displaystyle H_{c}^{q}(X,F)}는 {\displaystyle q>2n}이면 사라지고, 추가로 {\displaystyle X}가 분리  닫힌 체에 대해 유한형 아핀인 경우 코호몰로지 군 {\displaystyle H^{q}(X,F)}는 {\displaystyle q>n}에 대해 0이다(마지막 진술은 SGA 4, XIV, Cor.3.2 참조).
보다 일반적으로 {\displaystyle f}가 {\displaystyle X}에서 {\displaystyle S}로( {\displaystyle X}와 {\displaystyle S}는 뇌터) 유한 유형의 분리된 사상이라면 콤팩트 지지 {\displaystyle R^{q}f_{!}}에 의해 임의의 꼬임 층 {\displaystyle F}에 대해 정의된다
{\displaystyle R^{q}f_{!}(F)=R^{q}g_{*}(j_{!}F)}
여기서 {\displaystyle j}는 {\displaystyle S}로 가는 적절한 사상 {\displaystyle g}({\displaystyle f=gj})가 있는 {\displaystyle X}를 스킴 {\displaystyle Y}로 보내는 임의의 열린 몰입이다. 이전과 마찬가지로 정의는 {\displaystyle j}와 {\displaystyle Y}의 선택에 의존하지 않는다. 콤팩트 지지가 있는 코호몰로지는 {\displaystyle S}가 점인 특수한 경우이다. f가 유한 유형의 분리된 사상이라면 {\displaystyle R^{q}f_{!}} {\displaystyle X}의 구성가능한 층을 {\displaystyle S}의 구성 가능한 층으로 가져온다. 또한 f 의 올이 최대 {\displaystyle n} 차원을 가지면 {\displaystyle R^{q}f_{!}}는 {\displaystyle q>2n}일 때 꼬임 층에서 사라진다. {\displaystyle X}가 복소 다형체라면 {\displaystyle R^{q}f_{!}}는 꼬임 층에 대한 콤팩트 지지(복소 위상의 경우)가 있는 일반적인 더 높은 직상과 동일하다.
{\displaystyle X}가 매끄러운 {\displaystyle N} 차원 대수 다형체이고 {\displaystyle n}이 표수에 대해 서로소인 경우 대각합 사상이 있다.
{\displaystyle \operatorname {Tr} :H_{c}^{2N}(X,\mu _{n}^{N})\rightarrow \mathbb {Z} /n\mathbb {Z} }
값이 {\displaystyle \mathbb {Z} /n\mathbb {Z} }인 쌍선형 형식 {\displaystyle {\text{Tr}}(a\cup b)}는 각 군
{\displaystyle H_{c}^{i}(X,\mu _{n}^{N})}
그리고
{\displaystyle H^{2N-i}(X,\mathbb {Z} /n\mathbb {Z} )}
을  다른 것의 쌍대로 식별한다.. 이것은 기존의 푸앵카레 쌍대성과 비슷하다.

## 곡선에 대한 응용
여기서는 대수 곡선의 국소 제타 함수에 적용하는 것을 다룬다
정리. {\displaystyle X}가 유한체 {\displaystyle \mathbb {F} _{p}}에 대해 정의된 종수 {\displaystyle g}의 곡선이라 하자. 그러면 {\displaystyle n\geq 1}인 경우
{\displaystyle \#X\left(\mathbf {F} _{p^{n}}\right)=\operatorname {Tr} \left(F^{n}|_{H^{0}(X)}\right)-\operatorname {Tr} \left(F^{n}|_{H^{1}(X)}\right)+\operatorname {Tr} \left(F^{n}|_{H^{2}(X)}\right).}
여기서 {\displaystyle \alpha _{i}}는 {\displaystyle |\alpha _{i}|={\sqrt {p}}}을 만족하는 특정 대수적 수이다.
이것은 {\displaystyle \mathbb {P} ^{1}(\mathbb {F} _{p^{n}})}가  {\displaystyle p^{n}+1}개의 점을 가진 종수 0 곡선이라는 것과 일치한다. 또한 곡선의 점 수가 사영 직선의 점의 수에 다소 가깝다는 것을 보여준다({\displaystyle 2gp^{n/2}}이내). 특히 타원 곡선에 대한 하세의 정리를 일반화한다.

### 증명 아이디어
립셰츠 고정점 정리에 따르면, 모든 사상 f : X → X 의 고정 소수점 수 f : X → X는 합
{\displaystyle \#X\left(\mathbb {F} _{p^{n}}\right)=p^{n}+1-\sum _{i=1}^{2g}\alpha _{i}^{n},}
과 같다. 이 수식은 일반적인 위상 다형체와 위상 공간에 유효하지만 대부분의 대수적 위상수학에는 잘못되었다. 그러나 이 공식은 에탈 코호몰로지에 적용된다 (증명하기가 그렇게 간단하지는 않다).
{\displaystyle \mathbb {F} _{p^{n}}}대해 정의된 {\displaystyle X}의 점은 {\displaystyle F^{n}}에 의해 고정된 점이다. 여기서 {\displaystyle F}는 표수 p에서 프로베니우스 자기동형사상이다.
차원 0, 1, 2에서 {\displaystyle X}의 에탈 코호몰로지 베티 수는 각각 1, {\displaystyle 2g}, 1이다.
이들 모두에 따르면,
{\displaystyle \sum _{i=0}^{2\dim(X)}(-1)^{i}\operatorname {Tr} \left(f|_{H^{i}(X)}\right).}
이것은 정리의 일반적인 사상를 제공한다.
{\displaystyle \alpha _{i}}의 절대값에 대한 주장은 베유 추측의 1차원 리만 가설이다.
전체 아이디어는 모티브의 틀에 들어맞다: 공식적으로 [ X ] = [점] + [선] + [1-part]이다. 여기서 [1-part]는 {\displaystyle {\sqrt {p}}} 점과 비슷한 것이다.